# Junkers Ju 90
Junkers Ju 90 (нім. Junkers Ju.90) — німецький пасажирський військово-транспортний літак фірми Юнкерс. Ju 90 був створений в 1937 році на базі Ju 89, мав 4 двигуна BMW-132H. Головний конструктор — Ернст Циндель.

## Оператори
- Третій рейх